# Dasychira magnifica
Dasychira magnifica är en fjärilsart som beskrevs av George Francis Hampson 1910. Dasychira magnifica ingår i släktet Dasychira och familjen tofsspinnare. Inga underarter finns listade i Catalogue of Life.